# Birger Möller

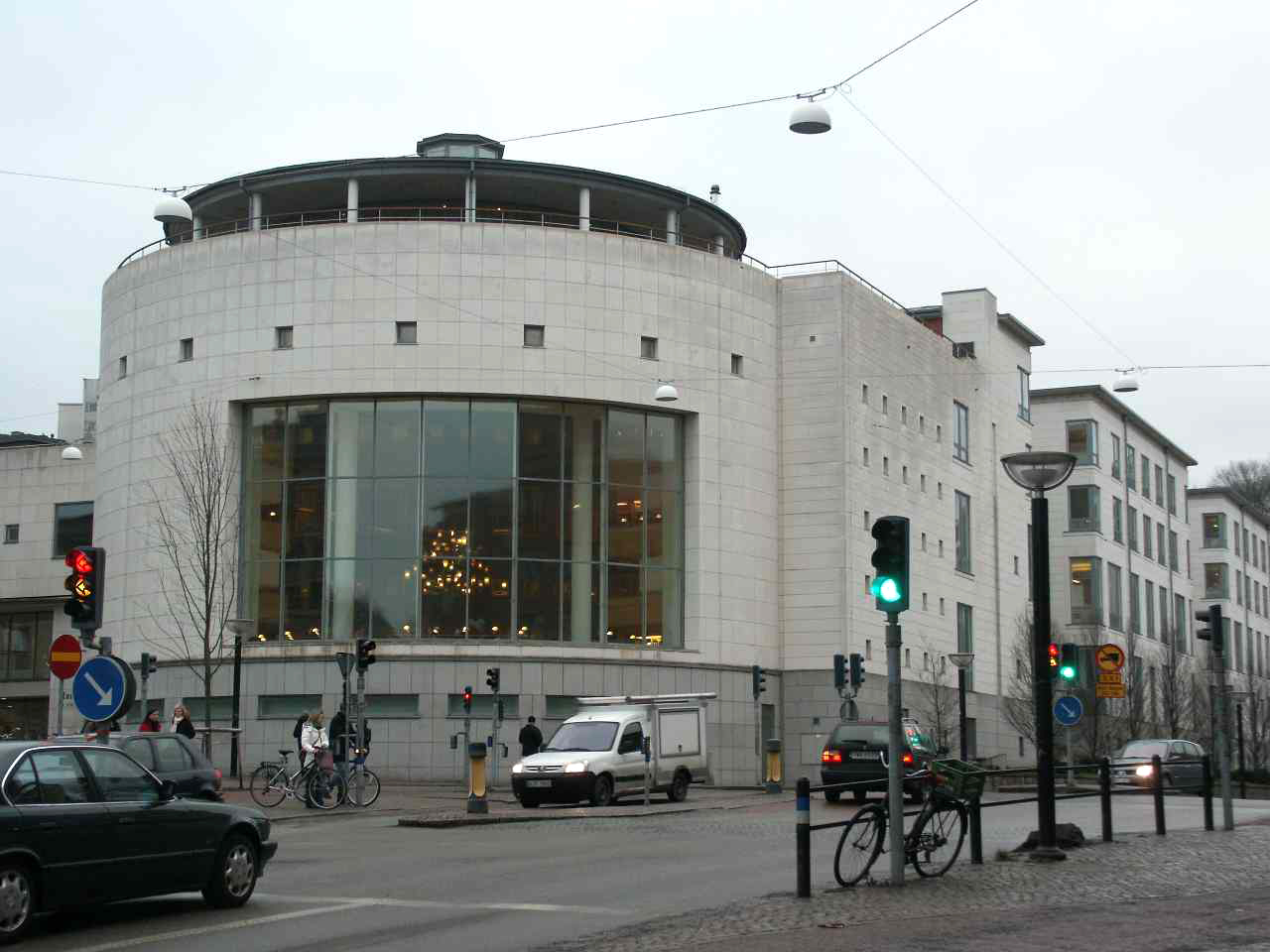
Handelshögskolan i Göteborg var Birger Möllers arbetsplats i mer än 30 år.

Stig Arne Birger Möller, född 19 juni 1934 i Haga församling i Göteborg, död 10 februari 2020 i Örgryte distrikt i Göteborg, var en svensk nationalekonom och politiker inom Folkpartiet. Efter en fil.lic.-examen 1961 var han ledamot av den nya  enkammarriksdagen 1971–73 och var FN-delegat under 1970-talet.
Under 1960-talet tjänstgjorde Birger Möller som lektor i nationalekonomi vid Umeå universitet och hade motsvarande tjänst vid Handelshögskolan i Göteborg under åren 1966–99. Han författade flera fackböcker inom i första hand nationalekonomi och EU och utkom 2015 även med boken Ordglädje, som bland annat handlar om palindromer.

## Biografi

### Bakgrund
Ett tidigt förtroendeuppdrag för Birger Möller var som elevrådsordförande vid Vasa Högre Allmänna Läroverk – numera Schillerska gymnasiet. Han avlade fil. kand.-examen vid Göteborgs universitet 1956. Därefter följde vidare studier i Storbritannien vid St. Andrews, USA vid Princeton och Frankrike vid Sorbonne – ett år vid vartdera universitet – samt längre vistelser på Ceylon och andra utvecklingsländer.
Fil. lic.-examen tog han 1961 med en avhandling om "Svensk aktiemarknad", varefter han under 1960-talet tjänstgjorde som lektor i nationalekonomi vid Umeå universitet. Därefter hade han motsvarande tjänst vid Handelshögskolan i Göteborg under åren 1966–1999. Vid högskolan var han en mycket uppskattad föreläsare och fick flera gånger studentkårens utmärkelse "Bästa lärare".

### Politisk karriär
Den politiska karriären skedde inom dåvarande Folkpartiet, där han var verksam 1954–1984. Åren 1958–59 satt Birger Möller som förbundsordförande i Sveriges liberala studentförbund. Därutöver var han 1957–58 och 1960–61 ledamot av Folkpartiets ungdomsförbunds förbundsstyrelse. Han satt sedan i Folkpartiets centrala partistyrelse 1967–81.

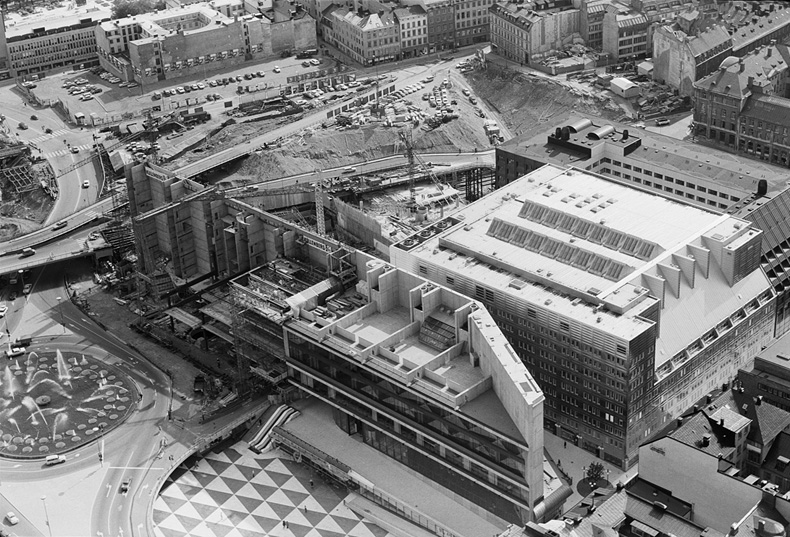
Riksdagshuset, nuvarande Kulturhuset, vid Sergels torg 1971.

Birger Möller var 1971–1973 riksdagsledamot för Folkpartiet, invald vid riksdagsvalet i september 1970, och blev i Riksdagen ordinarie ledamot i finansutskottet och ersättare i näringsutskottet. Möller var ledamot av Vapenfriutredningen 1973–1977 och i den statliga Jämställdhetskommittén 1978–1979. Båda uppdragen skapade rejäl debatt, bland annat angående Möllers vapenfrireservation. Även tidigare var Möller aktiv inom området jämställdhet och bland annat lade han 1971 som riksdagsman fram motionen om en ny och jämlik namnlag, där kvinnor inte automatiskt måste anta sin makes efternamn och män kan anta sin makas efternamn, vilket 11 år senare blev svensk lag.
Möller var FN-delegat hösten 1973 och våren 1974 vid den extra generalförsamlingen om Ny ekonomisk världsordning. År 1979 satt han som delegat vid FN:s konferens om vetenskap och teknik för utveckling (UNCSTED) i Wien. Han var ordförande i styrelsen för statliga IMPOD (Importkontoret för u-landsprodukter) åren 1979–1982 och ledamot av SIDAs styrelse 1979–1983.

### Författarskap
Efter politiken var Birger Möller bland annat aktiv som föredragshållare om EU. Orsaken var hans bok Vad är EU… och vad kan det bli?, som kom 2005 och fick en omarbetad andra upplaga två år senare. 2013 trycktes en tredje utgåva och 2014 en pocketversion. Den nya upplagan (där fem nya kapitel lagts till) av det här "standardverket" har beskrivits som en "gedigen grundbok i EU-kunskap", med en pedagogiskt tydlig framställning. Författaren omnämndes med orden: "Han propagerar inte för EU, han är inte heller kritisk till EU, han bara berättar" (Inga-Lena Fischer, Blekinge Läns Tidning).

I Birger Möllers bok Ordglädje finns bland andra även detta klassiska exempel på en palindrom (sidan 113).

2015 publicerade Birger Möller en bok i en helt annat genre. Boken Ordglädje handlar bland annat om palindromer, vilket var ett långvarigt personligt intresse för Birger Möller, liksom anagram. Ordglädje beskrevs i recensioner som "en smart bok" med "många inspirerande exempel". Boken blev slutsåld under hösten 2015 och kom våren 2016 i en andra upplaga.

### Övrigt
Parallellt med sina politiska uppdrag var Möller även aktiv i Föreningen Norden. Han satt åren 1966–1980 som ledamot i föreningens Göteborgsavdelning.